# La Chapelle-Heulin
La Chapelle-Heulin é uma comuna francesa na região administrativa da Pays de la Loire, no departamento de Loire-Atlantique. Estende-se por uma área de 13,47 km². Em 2010 a comuna tinha 3 328 habitantes (densidade: 247,1 hab./km²).